# ジョアン・ガブリエル・エ・コスタ・セスコ
ジョアン・コスタ（João Costa、2005年3月28日 - ）は、ブラジル・ウムアラマ出身のサッカー選手。アル・イテファク所属。ポジションはフォワード。

## 経歴

### クラブ
ブラジルのSEパルメイラスとSCコリンチャンスのユースチーム出身で、2021年9月にイタリアのASローマのユースチームに加入した。2023年5月5日、クラブと2026年までの初のプロ契約を結んだ。9月30日、ローマのトップチームに昇格した。11月9日、UEFAヨーロッパリーグのACスパルタ・プラハ戦でトップチームデビューを果たした。アル・シャバブ・リヤドとの親善試合でトップチームでの初ゴールを挙げた。
2024年9月2日、アル・イテファクに移籍した。

### 代表
ブラジル出身で、ブラジルとポルトガルの国籍を有している。2023年10月、U-19ポルトガル代表に選出され、親善試合に出場した。

## 人物
プロサッカー選手のジョアン・セスコは兄。